# Norman Schneider
Norman Schneider (* 18. Oktober 1972 in Schwalmstadt, Hessen) ist ein deutscher Figurenbildner und Puppenspieler.

## Werdegang
Schneider verbrachte seine Kindheit in Schwalmstadt. Geprägt durch Serien wie die Sesamstraße, die Muppet Show und die Augsburger Puppenkiste, fertigte er im Alter von acht Jahren seine ersten Marionetten und gab im Freundes- und Familienkreis erste Vorstellungen. Nach einer abgeschlossenen Berufsausbildung als Tischler absolvierte er eine zweijährige Ausbildung zum Puppenspieler bei der Niekamp Theater Company (N.T.C.) in Bielefeld. Schneider war danach vier Jahre Ensemblepuppenspieler bei der N.T.C. und erhielt drei Jahre privaten Gesang- und Schauspielunterricht.
Seit 2000 ist er freischaffender Figurenbildner mit eigenem Atelier. Außerdem arbeitet er als freischaffender Mitarbeiter bei der Jim Henson Company in New York City und ist Dozent für Figurenbau (Bildungsstätte für Figurentheater am Hof Lebherz, Kulturspeicher Dörenthe, LAG Figurentheater NRW e.V., private Workshops).

## Filmproduktionen im Bereich Puppenspiel/Figurenbau
- ZDF-Serie Siebenstein Studio TV Film
- Sesamstraße
- Der Bär im blauen Haus
- Giraffenaffe
- Beat Hotel – Blick-Studios (Belfast)
- Madame Coco – Pro7/Sat1 Medien AG
- Die HNO-WG – Granada Filmproduktion
- Zinqi – taks Film- und Medienproduktion
- Madame Coco – Pro7/Sat1 GmbH
- Schatz ahoi – Thüringer Landesmedienanstalt
- Mitmachmühle – KIKA
- Snouky der WDR-Reporter – WDR Lokalzeit
- Haselhörnchen – big Smile-Entertainment
- Carninchen – Kurzfilm von Ralph Ruthe
- Max Raabe Video – Katapult Filmproduktion
- Arabellas Wunderwelt Dachboden GmbH
- ORF-Okidoki
- Die Puppenstars – RTL
- Ghostbusters 3
- Space Pirats
- Waltraud und Stella – Sat1Gold
- Die Geschlechtskrankheiten – BZA
- The Big Big Big BIG Cartoon Network Show
- Sandmännchen